# Cerco de Compiègne
O Cerco de Compiègne (1430) foi conduzido pelo Duque Filipe III da Borgonha depois da cidade de Compiègne recusou-se a transferir lealdade a ele nos termos de um tratado com Carlos VII de França. O cerco é talvez mais conhecido por Joana d'Arc pela captura por tropas Borgonha enquanto acompanhavam uma força Armagnac durante uma escaramuça fora da cidade em 23 de Maio de 1430. Apesar de se tratar de um cerco menor, tanto política como militarmente, e que acabou por resultar numa derrota para os burgúndios, a captura de Joana D'Arc foi um batalha importante da Guerra Dos Cem Anos.

## Antecedentes
Durante esta época, no final da Guerra Dos Cem Anos, o politicamente independente Filipe, o bom, Duque de Borgonha, foi aliado com Inglaterra sob a regência de João, Duque de Bedford (que era o tio do rei que havia 8 meses na época, Henrique VI). Esses dois aliados conquistaram a maior parte do Norte da França durante os dez anos anteriores. Eles sofreu perdas impressionantes em 1429 a um exército francês revigorado sob o comando conjunto de Joana D'Arc e Duque João II de Alen. 
Os franceses derrotaram os ingleses em Patay em 18 de junho de 1429 e teve prosseguiu para nordeste ao rei da coroa Carlos VII de França em Rheims sem mais resistência, aceitando a rendição pacífica de cada cidade ao longo do seu caminho. Compi9gne não estava ao longo dessa estrada – a sua localização é a norte de Paris – mas, juntamente com várias outras cidades, declarou lealdade a Carlos VII pouco depois da sua coroação. Anteriormente, estava sob controlo da Borgonha.

## Eventos

### Preparação
Em março de 1430, a corte francesa soube que Filipe, o bom, Duque de Borgonha, planejava sitiar a cidade. O Conde de Clermont entregou uma mensagem à cidade de que Compi Avermgne era seu de acordo com o Tratado legal e exigiu uma rendição. Os moradores da cidade expressaram forte oposição à demanda e o comandante da guarnição francesa  it preparou a cidade para a acção. 
Contagem João de Luxemburgo partiu para a expedição no comando da vanguarda em 4 de abril. Filipe, o bom, partiu de P7ronne em 22 de abril. Enquanto isso, o Duque de Bedford estava esperando em Calais pela chegada do Rei Henrique VI de Inglaterra, um menino de nove anos que havia sido recentemente coroado rei da Inglaterra.
De acordo com R9gine Pernoud e Marie-Veronique Clin, Filipe, o bom, planeava retomar o comando das cidades que controlavam o Rio Oise. Bedford apoiou a estratégia para proteger Inteste-de-France e Paris, que estava então sob controlo Anglo-borgonhês. Rei Carlos VII de França esperava um tratado de paz com a Borgonha, mas apercebeu-se em 6 de Maio que tinha sido enganado por falsas promessas.
Joana D'Arc havia percebido o perigo antes do rei, e começou a se reunir com alguns comandantes reais na área, na tentativa de convencê-los a vir em auxílio da cidade. Em abril, ela havia convencido vários comandantes, incluindo  fr e um comandante mercenário italiano chamado Bartolomeo Baretta, resultando em uma companhia de cerca de 300-400 voluntários. Partiu para a cidade de Compi, possivelmente sem o conhecimento do rei, e chegou à cidade em 14 de Maio.

### Combate
Nos dias que se seguiram, realizaram-se várias acções menores. Dois dias depois, Capitão Louis de Flavy bombardeamentos de artilharia fugidos em Choisy-au-Bac e refugiaram-se em Compiègne. Em 18 de Maio, o grupo de Joana D'Arc, que nessa altura incluía Regnault de Chartres e o Contagem de vendas, tentou surpreender os burgúndios em Soissons. Os residentes de Soissons recusaram a entrada e declararam lealdade à Borgonha no dia seguinte.
Na manhã de 23 de maio, os defensores de Compiegne lançaram um ataque contra os burgúndios em Margny, atacando um posto avançado enquanto ele estava separado da força principal. O Conde João de Luxemburgo notou a ação por acaso enquanto fazia um levantamento do território e chamou reforços. Esses reforços superaram em número os atacantes e os comandantes Armagnac ordenaram uma retirada apesar das objeções de Joana D'Arc, que os exortou a se levantar e lutar. Eles se recusaram e ordenaram uma retaguarda para rastrear o resto da força enquanto ela recuava em direção à cidade. Joana d'Arc optou por permanecer na retaguarda, Carregando sua bandeira no cavalo.

### Captura de Joana d'Arc
Os próximos momentos continuam a ser uma fonte de debate académico. O portão da cidade fechou antes que a retaguarda pudesse retornar à cidade. Esta foi uma acção razoável para impedir que os borgonheses entrassem na cidade depois de terem tomado o fim da ponte; ou um acto de traição de Guillaume de Flavy. Nas palavras de Kelly DeVries, "tanto os acusadores como os defensores devem, por sua vez, indiciar ou reivindicar o caráter do governador de Compi Extratergne, Guillaume de Flavy, e o papel que ele desempenhou em impedir qualquer possibilidade de fuga de Joana D'Arc naquele dia."A retaguarda francesa que permaneceu do lado de fora não tinha meios de evitar a captura.
Segundo o cronista da Borgonha Georges Chastellain e outras fontes, as tropas da Borgonha logo cercaram a retaguarda e gritaram a Joana D'Arc para se render, ansiosas por capturar uma figura tão famosa. Ela recusou. Finalmente, um Besteiro da Borgonha, "um homem áspero e muito azedo", manobrou seu cavalo atrás dela e "agarrou a borda de seu Gibão de pano de ouro e jogou-a de seu cavalo no chão".
Em seguida, entregou-se a Lionel, bastardo de Vendème, que estava a serviço do Conde de Ligny.
Guillaume de Flavy foi responsabilizado por algumas fontes por supostamente ordenar a ponte levadiça levantada atrás da retaguarda. Apesar de a defesa do Compi9gne ter sido finalmente bem sucedida vários meses depois, quando o exército da Borgonha foi forçado a retirar-se, no entanto, as acusações de má conduta em relação à captura de Joana D'Arc causaram o declínio da carreira de de Flavy.